# 令和元年台風第9号
令和元年台風第9号（れいわがんねんたいふうだい9ごう、アジア名：レキマー/Lekima、命名:ベトナム、意味:果物の名前（カニステル）、フィリピン名：ハンナ/Hanna）は、2019年8月4日に発生した台風。

## 概要
| 風速・気圧・移動速度の推移 |  | 進路図 |
| 風速・気圧・移動速度の推移 |  | 進路図 |

7月29日頃にマリアナ諸島近海で形成が始まった低圧部が、8月3日3時にフィリピンの東の海上で熱帯低気圧に発達。合同台風警報センター（JTWC）は3日21時（協定世界時3日12時）に熱帯低気圧形成警報（TCFA）を発し、4日12時（協定世界時4日3時）に熱帯低気圧番号10Wを付番した。フィリピン大気地球物理天文局（PAGASA）は4日0時（フィリピン標準時3日23時）に、フィリピン名ハンナ（Hanna）と命名した。熱帯低気圧は4日15時にフィリピンの東の北緯17度25分、東経131度55分で台風となり、アジア名レキマー（Lekima）と命名された。
台風ははじめフィリピンの東でゆっくり北西に進みながら次第に発達、さらに7日頃から急速に発達し、8日21時に「猛烈な」勢力へと発達した。台風は8日23時頃に猛烈な勢力を保ったまま多良間島付近を通過した。先島諸島を通過する際、台風の進行方向に対して中心が左右にぶれる現象が起こったが、これはトロコイダル運動と呼ばれる。台風は東シナ海を北西に進み、10日未明に中国浙江省台州市付近に上陸した。台風はさらに華東を北上し、12日には渤海まで到達した。台風は13日3時に華北の北緯37度、東経120度で熱帯低気圧に変わった。

## 被害・影響
最盛期の状態で台風が接近した先島諸島では4人がけが、約1万1000戸で停電が発生した。中国大陸に接近後は浙江省、安徽省、山東省で200万人以上が避難する暴風雨をもたらした。また、豪雨により発生した洪水や土砂崩れなどの影響で45人が死亡した。

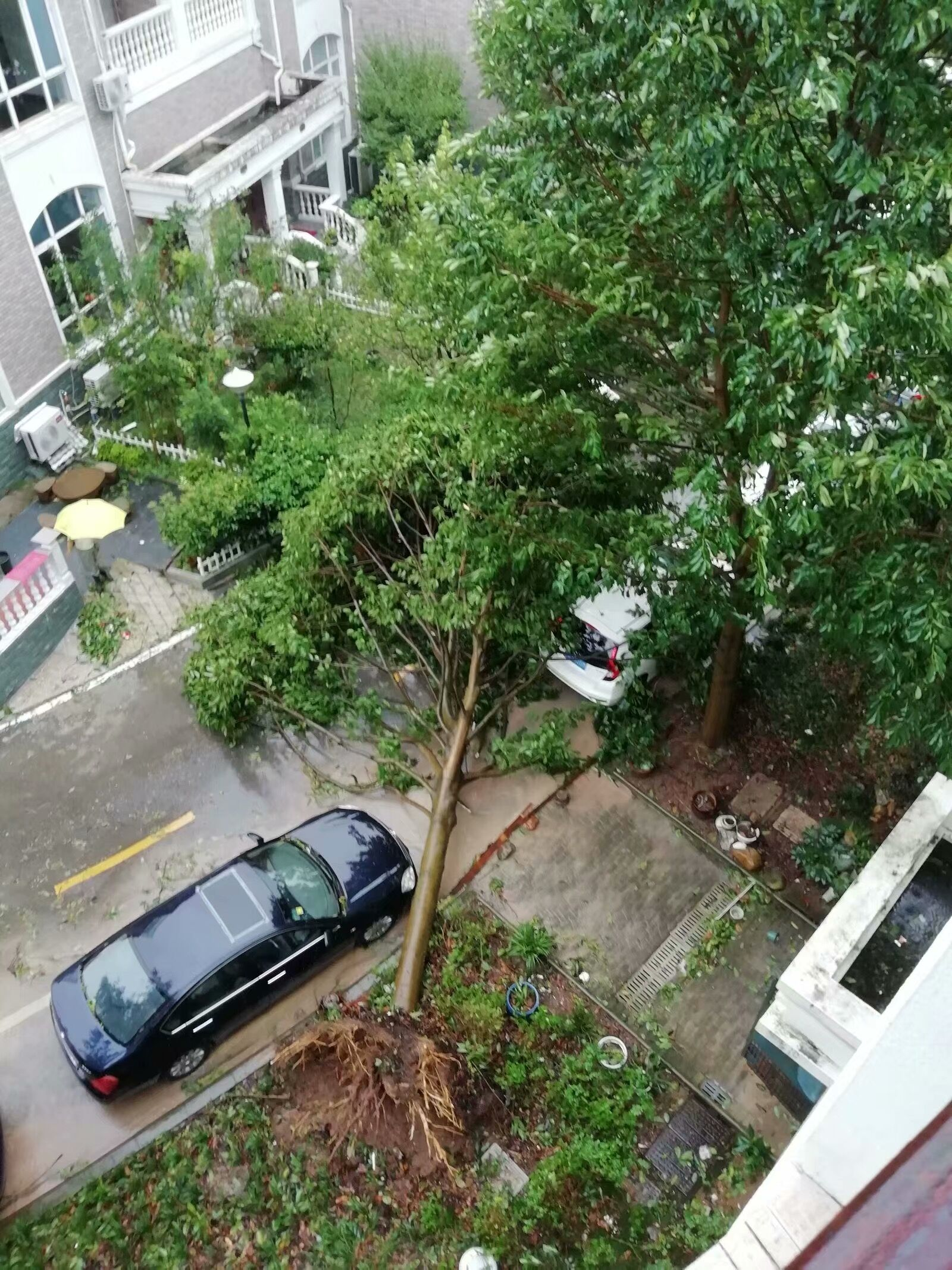
台風による強風（上海市）
- 増水した河川（台州市仙居県）
- 台風による倒木（台州市仙居県）

## その他
この台風のアジア名「レキマー」はこの台風限りで使用中止となった。